# Włodzimierz Jankowski
Włodzimierz Jankowski (lit. Vladas Jankauskas; ur. 10 maja 1903 w Kiejdanach, zm. w marcu 1969 w Jamaica w dzielnicy Queens w mieście Nowy Jork) – litewski kolarz, reprezentant kraju na Igrzyskach Olimpijskich w Amsterdamie w 1928 r. Brał w nich udział w wyścigu indywidualnym, ale zawodów nie ukończył. Na Olimpiadzie był najstarszym (25 lat) zawodnikiem swojego kraju. Był Polakiem z Litwy kowieńskiej. Reprezentował na co dzień Polski Klub Sportowy Spartę Kowno.